# Mosteiro de Ganzasar
O Mosteiro de Ganzasar (armênio: Գանձասար) é uma catedral apostólica armênia do século XIII (historicamente um mosteiro) perto da Vila de Vank na província de Martacerta da autoproclamada República de Artsaque, de jure no distrito de Calbajar, no Azerbaijão. Tem sido historicamente a igreja mais importante da região desde a sua fundação. Uma das melhores peças da arquitetura armênia de meados dos anos 1200, o edifício é mais conhecido entre os estudiosos por sua cúpula ricamente decorada.
No Azerbaijão, o mosteiro é chamado de Ganzasar (azerbaijano: Gəncəsər) e as autoridades do Azerbaijão negam sua herança armênia, referindo-se a ele como "albanês caucasiano".

## História
Acredita-se que o nome Ganzasar, que significa "montanha do tesouro" em armênio, tenha se originado da tradição de que o mosteiro foi construído em uma colina contendo minérios de prata e outros metais.
O local foi mencionado pela primeira vez em registros escritos pelo Católico Ananias de Moxoena do século X (r. 946–968), que listou Sérgio, um monge de Ganzasar, entre os participantes de um Concílio de 949 convocado em Khachen para reconciliar Calcedônia e armênios não calcedônios. Cachecares datados de 1174, 1182 e 1202 foram encontrados ao redor do mosteiro, o que também aponta para a existência de uma igreja ou mosteiro no local.

### Fundação
A igreja principal foi construída entre 1216 e 1238 por Haçane Jalal Daulá, o Príncipe armênio de Inner Khachen  e o Patriarca da Casa de Haçane-Jalaliã. Foi consagrado em 22 de julho de 1240, na Festa da Transfiguração (Vardavar) na presença de cerca de 700 sacerdotes. O gavite (nártex), a oeste da igreja, foi iniciado em 1240 e concluído em 1266 por Atabeque, filho de Haçane Jalal e sua esposa, Mancã. Ciríaco de Ganzaca, um historiador contemporâneo, descreveu a construção da igreja em sua História da Armênia.

### Séculos XIV e VI
Ganzasar tornou-se a Sé do Catolicato da Albânia do Cáucaso da Igreja Apostólica Armênia, no final do século XIV. Rouben Paul Adalian considera a fundação da Sé o resultado de um antigo bispado que buscava "autonomia eclesiástica para compensar a falta de controle e comunicação de um pontificado central" e parte de várias estratégias locais em uma Armênia dominada por estrangeiros e islâmicos para "preservar alguma aparência de autoridade religiosa entre as pessoas". No século XVI tornou-se subordinado ao Catolicato de Echmiazim.

### Doséculo XVIIao início do XX
De acordo com fontes contemporâneas, no início de 1700 o Católico de Ganzasar tinha autoridade sobre cerca de 900 aldeias com centenas de famílias em cada uma, compostas por camponeses e comerciantes armênios.
Nos séculos XVII e XVIII, Ganzasar tornou-se o centro dos esforços de libertação dos meliques armênios de Carabaque, que se uniram em torno do Católico Yesayi Hasan-Jalalyan (m. 1728). Era firmemente pró-Rússia e em uma carta de 1701 assinada pelos meliques de Carabaque e Siunique, pediu a Pedro, o Grande que protegesse os armênios dos muçulmanos. No entanto, não foi até o início de 1800 que o Império Russo assumiu o controle da região. O Canato de Carabaque eventualmente ficou sob controle russo completo através do Tratado de Gulistão. Através do regulamento de 1836 pelas autoridades russas, conhecido como Polozhenie, Ganzasar deixou de ser a Sé da Diocese de Carabaque, que foi transferida para Shusha. Foi gradualmente abandonado e se tornou dilapidado no final do século XIX.

### Período Soviético
Ganzasar foi fechado pelas autoridades soviéticas o mais tardar em 1930. A Diocese de Artsaque foi restabelecida em 1989. O arcebispo Pargev Martirosian foi nomeado seu Primaz. Devido aos seus esforços, Ganzasar reabriu em 1º de outubro de 1989 após seis meses de reformas. O governo soviético deu permissão, enquanto o do Azerbaijão soviético não. Ganzasar tornou-se a primeira igreja a ser reaberta após décadas de supressão. De acordo com Zori Balayan, vários agentes da KGB "poderiam ser vistos entre a multidão presente". Ganzasar serviu como Sé do Bispo antes de ser transferida para a Catedral de Ghazanchetsots em Shusha (Shushi) em 1998.